# リッチモンド (ケンタッキー州)
リッチモンド（英: Richmond）は、アメリカ合衆国ケンタッキー州のマディソン郡にある都市。同郡の郡庁所在地である。人口は3万4585人（2020年）。東ケンタッキー大学がある学園都市。州間高速道路75号線に沿ってレキシントン市からテネシー州ノックスビルの間では最大の都市である。ケンタッキ州南中部では雇用とショッピングの中心になっている。マディソン郡とロックキャッスル郡で構成されるリッチモンド・ベリア都市圏の主要都市である。市名はバージニア州のリッチモンドから採られた。

## 歴史
リッチモンド市は1798年に、アメリカ独立戦争の軍人ジョン・ミラー大佐によって設立された。伝承に拠れば、ミラーは良い泉水が出たことと友好的なインディアンが居たことで、この地域に惹きつけられた。同年、ケンタッキー州議会が郡庁所在地をミルフォードからミラー大佐の所有していた土地に移すことを承認した。ミルフォード住人はこの移動に断固として反対し、デイブ・ケネディ（ミルフォード代表）とウィリアム・カーリー（リッチモンド代表）の最初の戦いになった。それでも1798年3月に郡が移動を承認した。同年7月4日、新しい町はミラーの生誕地バージニア州リッチモンドにちなんでリッチモンドと名付けられた。
南北戦争中の1862年8月30日、北軍と南軍がリッチモンドの戦いで衝突した。エドマンド・カービー・スミス将軍が率いる南軍が、ウィリアム・"ブル"・ネルソン将軍の率いる北軍を潰走させた。ネルソン隊6,500名のうち、1,200名のみが逃亡でき、残りは捕まえられた。ある歴史家は「この戦争全体で北軍であれ南軍であれ、どの将軍が成し遂げたよりも、カルタゴ軍が、ローマの大軍を包囲殲滅したカンナエの戦いに匹敵するものを成し遂げた」戦闘だと記した。
1906年、東ケンタッキー師範学校がリッチモンドに設立され、教師を養成した。1909年に卒業したのは11人だった。1922年に4年制カレッジになり、1935年には大学院ができた。1965年、東ケンタッキー大学と改名された。
1990年代後半から21世紀最初の10年間で、リッチモンドは商業と住宅のブームになった。2010年時点の人口でケンタッキー州内第7位の都市であり、2000年の第11から4つランクを上げた。

## 交通

### 公共交通機関
リッチモンド交通サービスが市内のバス便を運行しており、料金は1日1ドル、10日で7ドルである。市内のバス便に加えて、ベリアからリッチモンドと、レキシントンからリッチモンドの間で通勤バス路線を運行している。

### 州間高速道路
- 州間高速道路75号線、北のレキシントンとオハイオ州シンシナティ、南のテネシー州ノックスビルに通じている。市内には出口が3つある

### アメリカ国道
- アメリカ国道25号線、レキシントン道路、メインストリート、ベリア道路とも呼ばれる
- アメリカ国道421号線、リッチモンド市内では国道25号線と合流している。バトルフィールド・メモリアル・ハイウェイとも呼ばれる

### ケンタッキー州道
- ケンタッキー州道169号線、テイツクリーク道路とも呼ばれる。北のレキシントンに向かう。フェリーでケンタッキー川を越え、ファイエット郡に入る
- ケンタッキー州道52号線、東のエスティル郡に向かうときはアーバイン道路とも呼ばれ、西のゲアリド郡に向かうときはランカスター道路とも呼ばれる。
- ケンタッキー州道876号線、東部バイパス、またドクター・ロバート・マーティン・バイパスとも呼ばれ、リッチモンドを周回する環状線になっている。

### 鉄道
市内をシンシナティ・サザン鉄道が通っている。1880年にシンシナティ、レキシントン、ノックスビル、チャタヌーガを結んだものであり、2014年じてんではノーフォーク・サザン鉄道の一部になっている。

## 地理
リッチモンド市は北緯37度44分41秒 西経84度17分37秒 / 北緯37.74472度 西経84.29361度 (37.744720, -84.293562)に位置している。
アメリカ合衆国国勢調査局に拠れば、郡域全面積は19.2平方マイル (50 km2)であり、このうち陸地19.1平方マイル (49 km2)、水域は0.1平方マイル (0.26 km2)で水域率は0.73%である

## 気候
リッチモンド市のある地域は、暑く湿気た夏と、概して温暖から冷涼な冬が特徴である。ケッペンの気候区分では温暖湿潤気候（"Cfa"）である。

## 人口動態
以下は2000年国勢調査による人口統計データである。
| 基礎データ - 人口: 27,152 人 - 世帯数: 10,795 世帯 - 家族数: 5,548 家族 - 人口密度: 548.3人/km2（1,420.4 人/mi2） - 住居数: 11,857 軒 - 住居密度: 239.4軒/km2（620.3軒/mi2） 人種別人口構成 - 白人: 88.30% - アフリカン・アメリカン: 8.27% - ネイティブ・アメリカン: 0.29% - アジア人: 1.09% - 太平洋諸島系: 0.03% - その他の人種: 0.43% - 混血: 1.58% - ヒスパニック・ラテン系: 1.21% 年齢別人口構成 - 18歳未満: 17.5% - 18-24歳: 31.7% - 25-44歳: 27.5% - 45-64歳: 13.8% - 65歳以上: 9.5% - 年齢の中央値: 25歳 - 性比（女性100人あたり男性の人口） - 総人口: 90.4 - 18歳以上: 87.8 | 世帯と家族（対世帯数） - 18歳未満の子供がいる: 24.4% - 結婚・同居している夫婦: 35.2% - 未婚・離婚・死別女性が世帯主: 12.8% - 非家族世帯: 48.6% - 単身世帯: 34.7% - 65歳以上の老人1人暮らし: 8.8% - 平均構成人数 - 世帯: 2.14人 - 家族: 2.78人 収入と家計 - 収入の中央値 - 世帯: 25,533米ドル - 家族: 36,222米ドル - 性別 - 男性: 30,817米ドル - 女性: 22,053米ドル - 人口1人あたり収入: 15,815米ドル - 貧困線以下 - 対人口: 25.0% - 対家族数: 16.6% - 18歳未満: 26.2% - 65歳以上: 19.9% |

## 教育
リッチモンド市の公共教育はマディソン郡教育学区が管轄している。

### 小学校
- ダニエル・ブーン
- グレン・マーシャル
- カークスビル
- キット・カーソン
- メイフィールド
- ホワイトホール
- モデル・ラボラトリー・スクール
- ウェイコ

### 中学校
- B・マイケル・コーディル
- クラーク・ムーアズ
- マディソン
- モデル・ラボラトリー・スクール

### 高校
- マディソン中央高校
- ベルビュー教育センター
- モデル・ラボラトリー・スクール

### 私立学校
- セントマーク・カトリック学校（幼稚園前から8年生）
- ブルーグラス・クリスチャン学校

### 高等教育機関
- 東ケンタッキー大学
- ナショナル実業工業カレッジ

## 市政府
リッチモンド市は市政委員会・市マネジャー方式で統治されている。市民は市長1人と市政委員4人を選挙で選び、この5人が市政委員会を構成する。委員会は市の立法府であり、市民の利益を代表する。委員会が市マネジャーを指名し、日々の運営を監督させる。
市長の任期は4年間である。市政委員の任期は2年間である。市マネジャーには任期の規定が無い。

## 景観
市内には多くの公園がある。最も著名なものはレバ湖レクリエーション施設である。市の水場であるパラダイス・コーブがこの施設にあり、他に馬蹄投げ場、パットパットゴルフ場、フットボール場、野球場とソフトボール場、遊技場がある。

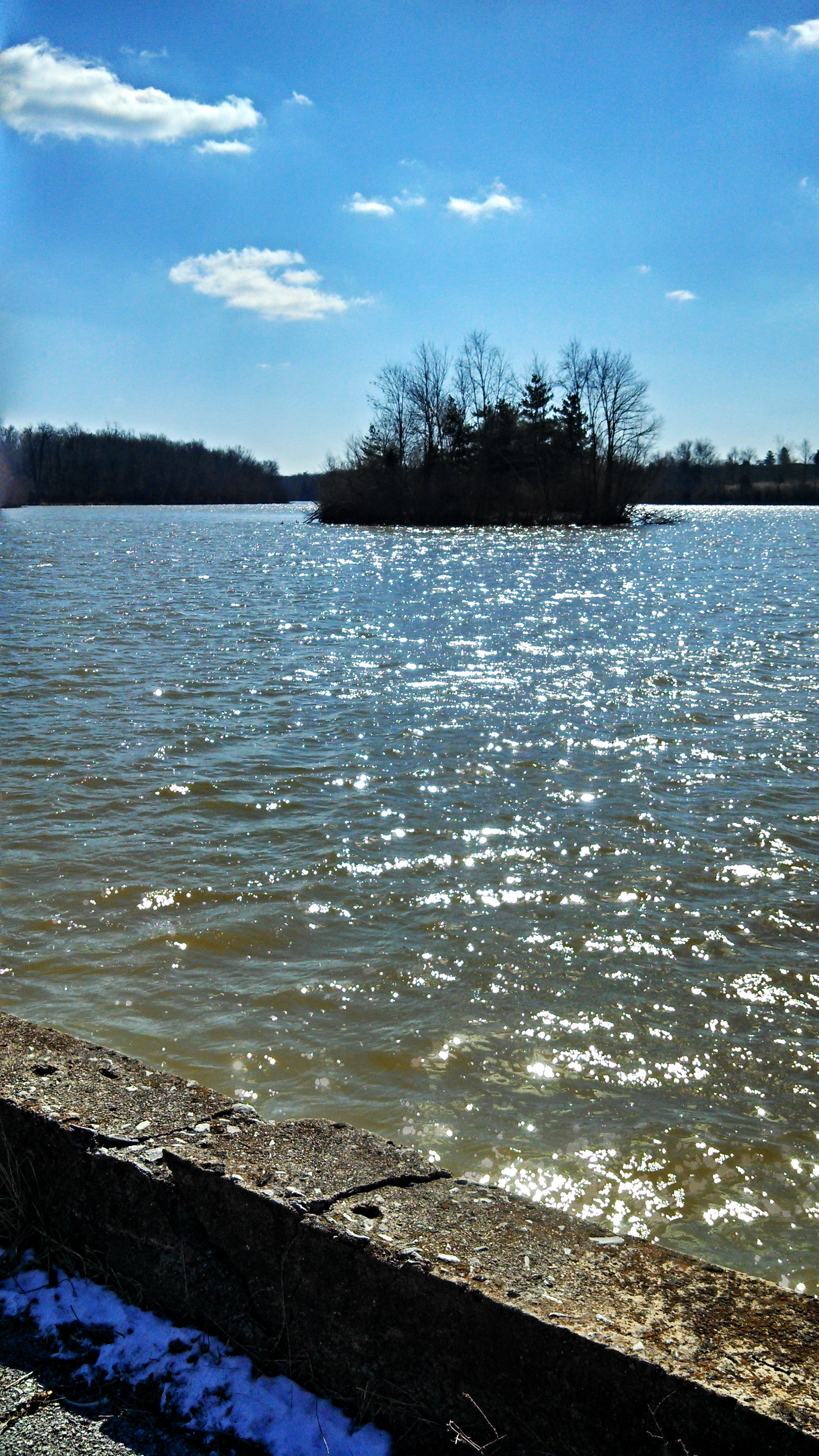
釣りドックから見たレバ湖レクリエーション施設

中心街事業地区には多くのビクトリア様式の建物がある。例えばグリンドン・ホテルがある。中心街唯一の高層ビルはマディソン・タワーズである。
市内で高い建物の大半は東ケンタッキー大学キャンパスにある。20階建てコモンウェルス・ホール、16階建てキーン・ホール、13階建てテルフォード・ホール、12階建てトッド・アンド・デュプリー・ホールである。
2011年、ランカスター・アベニューに、2,000席の東ケンタッキー大学芸術センターが完成した。このセンターには、ブロードウェイ・タイプの公演に応じて素早く配置を変えられる「フライ・システム」を備えたことで、中央ケンタッキー唯一の劇場となった。ごく最近オープンしたばかりだが、既にマンハイム・スティームローラー、ガリソン・キーラー、ウィントン・マーサリス、「リバーダンス」、モンティ・パイソンの「スパマロット」、ミュンヘン交響楽団、テンプテーションズ、B・B・キング、ウィリー・ネルソン、あれさ・フランクリン、人気あるラジオ番組「ウェイト、ウェイト、ドント・テル・ミー」など著名な行事が行われてきた。

## 経済
リッチモンドの経済は多様で多くの企業、雇用主に支えられている。
- 東ケンタッキー大学
- ブルーグラス陸軍補給所
- AGC - 北アメリカの板ガラスメーカー、旭硝子の子会社
- シャーウィン・ウィリアムズ、建材メーカー、オハイオ州が本社

## メディア

### 新聞
- 「イースタン・プログレス」、東ケンタッキー大学の学生が発行する週刊紙[15]
- 「リッチモンド・レジスター」、コミュニティ・ニューズペーパー・ホールディングスが所有する日刊紙[16]

### ラジオ局
AMラジオ局が2局、FMラジオ局が4局ある。

## 著名な出身者
- キット・カーソン、19世紀の開拓者、リッチモンド近くで生まれたが、ミズーリ州フランクリンで育った
- アール・コームス、メジャーリーグベースボール選手、ニューヨーク・ヤンキース、アメリカ野球殿堂入り、この地域に長く住み、リッチモンド墓地に埋葬されている
- ジェイムズ・マクリアリー、政治家、ケンタッキー州選出アメリカ合衆国上院議員、ケンタッキー州知事を2度務めた
- ジミー・ストックリー、バンドエグザイルのボーカル
- ロバート・カークマン、漫画家、『ウォーキング・デッド』、『マーベル・ゾンビーズシリーズ』で知られる